# Pedro de Santa Mariana e Sousa
Dom Frei Pedro de Santa Mariana e Sousa OCD (Recife, 30 de dezembro de 1782 — Rio de Janeiro, 6 de maio de 1864), titulado Conde de Santa Mariana pela Santa Sé, foi um religioso carmelita brasileiro. Foi bispo de Crisópolis da Arábia e bispo-auxiliar do Rio de Janeiro, época em que participou da educação do imperador Dom Pedro II do Brasil.

## Biografia

### Juventude
Nasceu em Recife, Pernambuco, filho de Mariana Machado Freire e de Carlos José de Sousa.
Destinado à vida religiosa, em 17 de fevereiro de 1797, com a idade de 14 anos, entrou para o convento da Ordem do Carmo, cujo superior provincial,  o padre-mestre Frei Félix de Sant'Ana, era seu parente. Passado o tempo de pupilo e o da provação, Frei Pedro professou sua fé na Ordem em 7 de fevereiro de 1799 nas mãos de Frei Manuel do Monte Carmelo.
Estudava já filosofia e teologia no colégio de seu convento quando, aberto em 1800, o Seminário Episcopal de Olinda, por Dom José Joaquim da Cunha Azeredo Coutinho, ali se matriculou juntamente com seu irmão, Frei Carlos de São José e Sousa, futuro bispo de São Luís. O dito seminário foi a primeira e melhor aparelhada escola secundária do Brasil colonial, e um grande foco de ideias liberais.
Frei Pedro se notabilizou por esse tempo por sua dedicação ao estudo da matemática, abrindo logo depois no seu convento um curso particular de geometria. Foram seus alunos, entre outros, Manuel do Monte Rodrigues de Araújo, futuro bispo do Rio de Janeiro, e o irmão deste, o cônego João Rodrigues de Araújo.
Em 1805, após pedir dispensa de seu superior, partiu para Portugal afim de aprimorar seus estudos. Ali chegou no mês de novembro, e logo que recebeu o presbiterado das mãos do bispo paulopatino Dom Frei Miguel, na Capela do Paço da Bemposta, procurou matricular-se na Academia Real de Marinha. Foi a primeira vez que um frade frequentou aquela instituição. Não o conseguiu, entretanto, sem dificuldades. Segundo o historiador Francisco Augusto Pereira da Costa, sua admissão foi recusada a princípio. Dissertando, porém, sobre geometria entre os estudantes, chamou para si a atenção dos professores da academia que, impressionados com seu conhecimento, empenharam-se para que se abrisse uma exceção a seu favor. Concluiu ali o curso de matemática em 1809.

### Magistério
Fundada no Brasil a Real Academia Militar, em 1810, pelo então príncipe-regente Dom João, Frei Pedro foi convidado a assumir o cargo de professor substituto das cadeiras de matemática Iniciou seu magistério em janeiro de 1813 e, em 1818, tornou-se lente efetivo. Lecionou durante vinte anos. Foram seus discípulos o Duque de Caxias, o brigadeiro Paulo Barbosa da Silva, o Barão de Itapajipe, o Visconde de Santa Teresa, o general Burlamaqui, o marechal João Paulo dos Santos Barreto e Frederico Carneiro de Campos. Foi jubilado em 1833, mas, por falta de um professor que lhe substituísse, continuou lecionando até o ano seguinte.
Em 1834, por provável indicação de seu ex-discípulo Barbosa da Silva, então mordomo do paço, foi nomeado pelo Marquês de Itanhaém, tutor do menino imperador Pedro II, preceptor do jovem monarca. Frei Pedro estava encarregado da direção geral dos estudos do Imperador.

### Preceptor de Sua Majestade
O Marquês de Itanhaém regulamentou as atividades do preceptor imperial, escrevendo-lhe cinco regras:
1.º: O senhor Frei Pedro governa o quarto do Imperador e nada ali se fará sem sua ordem. As aquisições serão por V. S. autorizadas para se comprarem. Para isso, o Criado Particular, varredores, moços e o encarregado do guarda-roupa ficam às sua ordens, não devendo nenhum executar as ordens do Imperador sem lhes comunicar primeiro para receberem o seu placet;
2.º: O Imperador deitar-se-á, levantar-se-á e vestirá como e à hora que V. S. lho prescrever;
3.º: S. M. o Imperador, desde que se levantar até as 2 horas da tarde será guardado por V. S., e bem assim desde as Ave-Marias até se deitar;
4.º: V. S., como diretor da educação de S. M. e A. A., assistirá às lições desses Senhores e prescreverá o trabalho que S. M. e A. A. deverão fazer...
5.º: V. S. terá a bondade de dizer-me, todos os dias, o resultado das lições para que eu saiba se os mestres me informaram bem.
Desta forma, é possível supor que o frade carmelita teve grande influência sobre a pessoa do jovem monarca, embora não existam documentos que a comprove.
Dos votos apresentados pelos deputados Estêvão Rafael de Carvalho e Álvares Machado sobre as contas do tutor do Imperador e de sua irmã, em 1837, faz-se referência a alegações deste quanto à pessoa do preceptor: S. M. I. he mister cercar-se de homens sabios e de bons costumes que respondão às questões que tam vivamente Elle costuma excitar, e que o doutrinem de modo que não receba idéas falsas e perniciosas. E acrescenta que o Padre Mestre Frei Pedro de Santa Marianna, bem que revestido de muito saber, paciencia, modestia, e d'outras boas qualidades, não he bastante para por si só preencher tão árdua tarefa. Desse mesmo voto, depreende-se que, além da inspeção geral dos estudos do imperador e da princesa, o padre-mestre tinha a seu cargo o ensino de latim, de aritmética e de geometria. O ensino religioso, no entanto, ficara por conta da Condessa de Belmonte.
Frei Pedro passou então a viver no Paço Imperial, e lá foi residente durante mais de trinta anos, até pouco antes de falecer.

### Honrarias
Em 1840, declarada a maioridade do imperador, Frei Pedro recebeu o título de esmoler-mor da Casa Imperial. No ano anterior, vago o trono episcopal do Rio de Janeiro, o frade recusou a indicação para ocupá-lo, sendo nomeado em seu lugar o padre Manuel do Monte Rodrigues de Araújo. Daí a meses, foi surpreendido com as bulas de confirmação de bispo-auxiliar, com sé titular em Crisópolis da Arábia, as quais foram impetradas previamente do Papa Gregório XVI, por iniciativa do imperador e das princesas imperiais.
Sua sagação episcopal ocorreu no dia 13 de junho de 1841, na capela da Quinta da Boa Vista, ministrada por Dom Manuel do Monte, bispo do Rio de Janeiro, com auxílio do bispo de Pernambuco, Dom João da Purificação Marques Perdigão, OSA, e do titular de Anemúria, Dom Antônio de Arrábida, OFM Ref.
Por ocasião da coroação de Pedro II, em 18 de julho seguinte, recebeu a comenda da Imperial Ordem de Cristo.
Em 1843, o Papa Gregório o fez conde palatino, seu prelado doméstico e assistente ao sólio pontifício, títulos os quais era o primeiro prelado brasileiro a possuir.
Como lente jubilado da academia militar, recebeu o grau de doutor em ciências matemáticas, graça especial concedida pelo governo aos professores jubilados e efetivos.

### Últimos anos
O bispo de Crisópolis viveu o resto de sua vida à parte dos negócios da corte. Passava pelos fardões da corte como passa a abelha por entre as flores, instantâneo, imperceptível.
Em 23 de dezembro de 1863, ministrou o sacramento do crisma às princesas imperais. Foi a última função pública a qual teve que desempenhar. Por esse tempo, sua saúde já se encontrava em declínio.
Dom Pedro faleceu aos 81 anos. O imperador esteve presente em seus últimos momentos e conferiu honras militares ao seu funeral; também compareceu ao seu sepultamento, que se deu próximo ao altar-mor da Igreja da Ordem do Carmo da Lapa, fazendo questão de segurar umas das alças do caixão.